# باشگاه فوتبال ورزاب دوشنبه
باشگاه فوتبال وَرزاب دوشنبه یک باشگاه فوتبال در شهر دوشنبه تاجیکستان است. این باشگاه در لیگ عالی تاجیکستان بازی می‌کند. این باشگاه که در گذشته BDA Dushanbah نام داشت در سال ۲۰۰۱ به ورزاب تغییر نام داد .
از جمله بازیکنان ایرانی در این باشگاه علی عاقبتی میباشد.